# Phenacoccus kareliniae
Phenacoccus kareliniae är en insektsart som beskrevs av Borchsenius 1949. Phenacoccus kareliniae ingår i släktet Phenacoccus och familjen ullsköldlöss. Inga underarter finns listade i Catalogue of Life.